# Hrvatska bratovština Bokeljska mornarica 809.
Hrvatska bratovština Bokeljska mornarica 809. u Hrvatskoj baštinica je tradicije Bokeljske mornarice koja je, prema predaji, osnovana prije dvanaest stoljeća u Kotoru, u Boki kotorskoj, današnjoj Crnoj Gori. U Zagrebu je Društvo "Bokeljska mornarica" 1991. reorganizirano u udrugu Hrvatska bratovština Bokeljska mornarica 809., koja kao središnja organizacija u Republici Hrvatskoj (podružnice ima u Puli, Rijeci, Zadru, Splitu i Dubrovniku) okuplja Bokelje, njeguje zavičajne tradicije i surađuje s društvom u Kotoru. Pet bratovština bokeljskih Hrvata djeluju po istim nazivom: Hrvatska bratovština Bokeljska mornarica 809. te su pod zajedničkom krilaticom "Fides et honor!" (lat.: Vjera i čast!).
Prvo Društvo "Bokeljska mornarica" u Hrvatskoj osnovana je u Zagrebu. Bilo je to 1956. godine, a desetak godina poslije osnovana je i u Rijeci i Splitu. Početkom devedesetih godina prošlog stoljeća Hrvati koji su pod pritiskom morali napustili Boku osnovali su iste udruge u Puli i Dubrovniku. 
Tradicija Bokeljske mornarice u najvećoj je mjeri izražena u tradicionalnoj Proslavi sv. Tripuna, zaštitnika grada Kotora, koja svoje korijene vuče još iz 809. godine kad su kotorski mornari prenijeli moći sveca s mletačkog broda u Kotor. Taj su običaj Bokelji donijeli sa sobom u Hrvatsku i prakticiraju ga od 1924., kad su u Zagrebu osnovali svoju zavičajnu udrugu. Kulturološku vrijednost te tradicije prepoznate su i danas, tako da je Proslava sv. Tripuna, način kako je obilježavaju Bokelji u Hrvatskoj, upisana u registar nematerijalnih kulturnih dobara Republike Hrvatske.
Bokeljska mornarica osim svoje staleške, ima i izraženu vojnu komponentu. Nemirna vremena te nesigurnost plovidbe morem zbog čestih gusarskih napada i ratovi koji su se vodili na raznim morima nametnuli su brodskim posadama potrebu stjecanja vojnih vještina. Vičnost oružju i umijeće ratovanja Bokelji su uspješno pokazali u velikim pomorskim bitkama onog doba (kod Lepanta i u Morejskom ratu). Mornarica tradicionalno ima borbeni odred na čijem je čelu admiral, a osim njega časnički su činovi u Bokeljskoj mornarici: podadmiral, major, prvi kapetan, drugi kapetan, natporučnik, prvi poručnik, poručnik, narednik, pobočnik, barjaktar, kopljanik, kolovođa, mornar, mali admiral. Pripadnici pet hrvatskih bratovština Bokeljske mornarice 809. često nastupaju na važnim događanjima i svečanostima u zemlji i izvan nje. 

## Poveznica
- Bokeljska mornarica
- Bokelji

## Vanjske poveznice
- Hrvatska bratovština Bokeljska mornarica 809. - Rijeka
- Razgovor s kapetanom Božom Nikolićem, članom bratovštine  Arhivirana inačica izvorne stranice od 23. listopada 2021. (Wayback Machine)